# Јакобстад
Јакобстад (фин. Pietarsaari, швед. Jakobstad) је град у Финској, у западном делу државе. Васа је управно седиште и највећи град округа Остроботнија, где град са окружењем чини истоимену општину Јакобстад.
Јакобстад је једно од важнијих средишта шведске заједнице на тлу копнене Финске (тј. изузев Оландских острва, која су у целости шведска по језику и култури). Он је заправо највеће насеље са шведском већином у целој Финској.

## Географија
Град Јакобстад се налази у западном делу Финске. Од главног града државе, Хелсинкија, град је удаљен 475 км северно.
Рељеф: Јакобстад се сместио у источном делу Скандинавије, у историјској области Остроботнија. Подручје града је равничарско до брежуљкасто, а надморска висина се креће око 10 м.
Клима у Јакобстаду је континентална, мада је за ово за финске услова блажа клима због утицаја Балтика. Стога су зиме нешто блаже и краће, а лета свежа.
Воде: Јакобстад се на североисотчној обали Балтичког мора (Ботнијски залив). Град се заправо сместио на дну омањег залива.

## Историја
Јакобстад је за финске услове стар град, са градским правима од 1652. године.
Последњих пар деценија град се брзо развио у савремено градско насеље јужног дела државе.

## Становништво
Према процени из 2012. године у Јакобстаду је живело 20.976 становника, док је број становника општине био 19.637.
| 1980.  | 1990.  | 2000.  | 2012.  |
| ------ | ------ | ------ | ------ |
| 19.652 | 20.676 | 20.810 | 20.976 |

Етнички и језички састав: Јакобстад је вековима био у етничком смислу Шведски град. Тек у првој половини 20. века, са појачаном урбанизацијом, етнички Финци постају приметна мањина. У последње време, са јачим усељавањем у Финску, становништво града је постало још шароликије. По последњим подацима преовлађују Швеђани (56,0%), значајна мањина су Финци (37,7%), док су остало усељеници.

## Галерија
- Градска кућа Јакобстада
- Пешачка улица у Јакобстаду
- Главна Протестантска црква у граду
- Управа фарике дувана „Стренберг“